# Bougainvillea

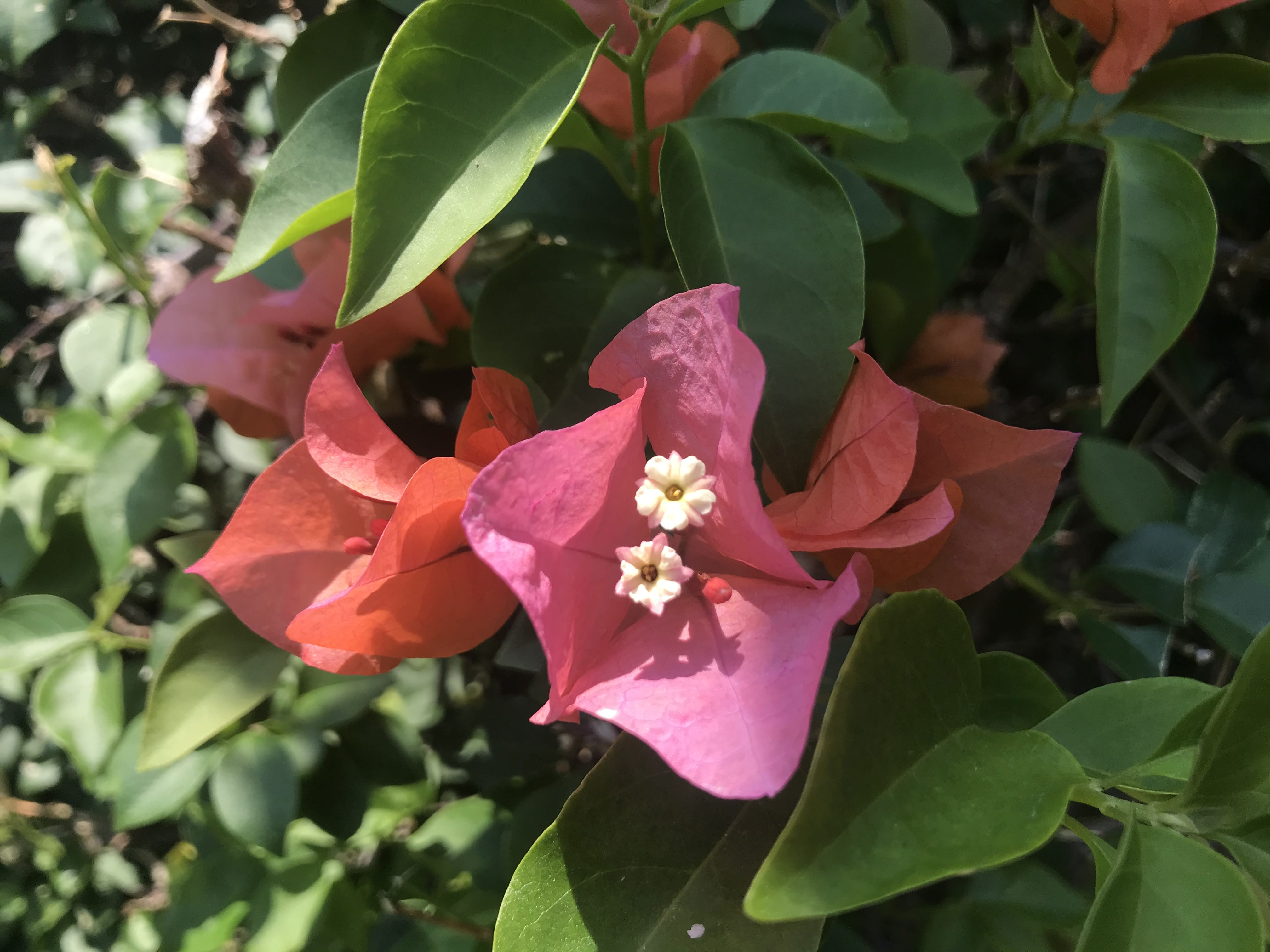
Bugambilia del Estado de Morelos, México con dos flores abiertas y bráctea rosa.

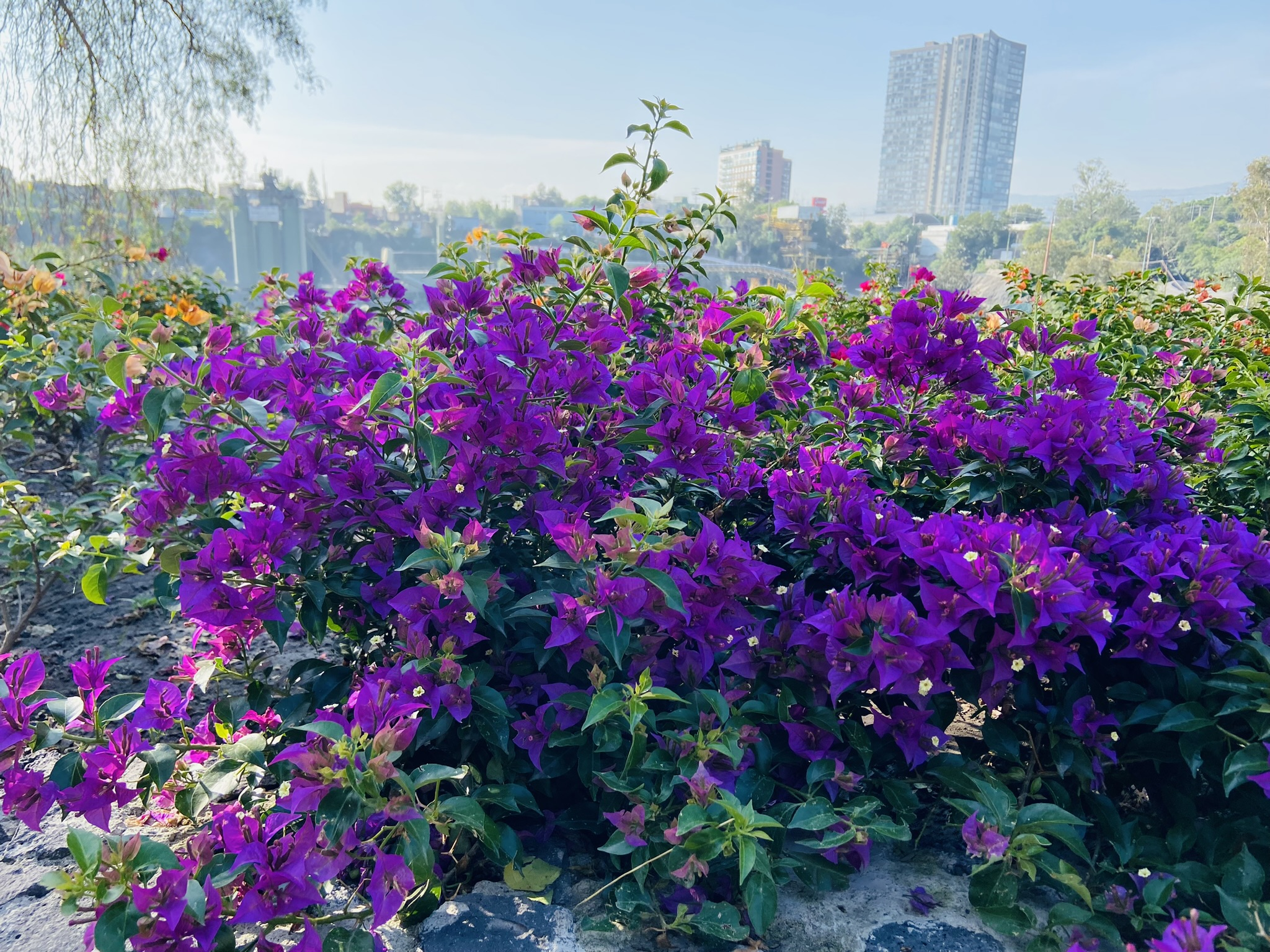
Bugambilias en el Parque Cantera de la Ciudad de México.

El género Bougainvillea, conocido popularmente como veranera, papelillo, trinitaria, buganvilla, buganvilia,bugambilia, Santa Rita es un género de la familia Nyctaginaceae, con 18 especies aceptadas de las 35 descritas. Es nativo de los bosques tropicales húmedos de toda  América del Sur, principalmente de los situados en áreas de Brasil, Perú, Paraguay, Bolivia, el norte de Argentina y Venezuela, Uruguay, ampliamente cultivado en regiones tropicales y subtropicales.

## Descripción
Son arbustos o árboles pequeños, algunos trepadores perennes en las zonas increíblemente lluviosas durante todo el año, o bien caducifolios en las de estación seca; de entre 1 hasta 12 m de altura. Se sujetan en otras plantas usando sus afiladas púas que tienen la punta cubierta de una sustancia cerosa negra. Las hojas son alternas, simples y de forma ovalado-acuminada de 4-12 cm de largo y 2-6 cm de ancho. Las flores, hermafroditas, son axilares, conspicuas, tubulares, con 5-6 lóbulos cortos, generalmente blancas, organizadas en grupos de 3, cada una insertada en una bráctea persistente de aspecto papiráceo y habitualmente vivamente coloreada de blanco, amarillo, rosado, magenta, morado, rojo, anaranjado, verde o café. El número de estambres varía de 5 a 10; con filamentos cortos y soldados en la base. El ovario es fusiforme, glabro o pubescente, con estilo lateral corto. El fruto es un aquenio pentámero estrecho, fusiforme o cilíndrico.

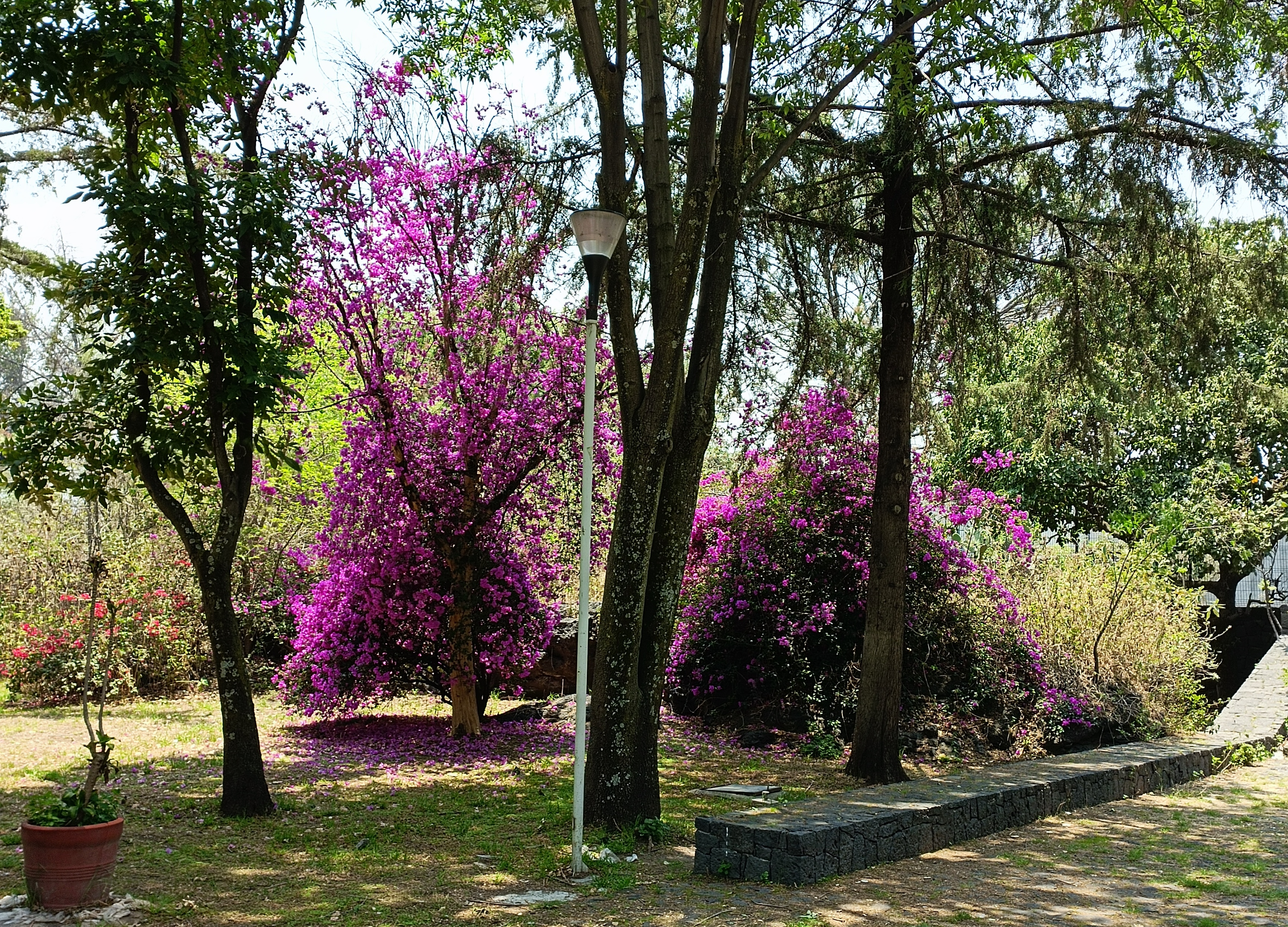
Bugambilias trepando en árboles

Son sensibles a heladas o vientos fríos, pasando a estado de latencia y botando hojas y flores. Por lo anterior, sus macetas deben ser protegidas de estas inclemencias.

## Propiedades
Esta planta recibe un amplio uso medicinal tradicional en los estados del centro y sur del territorio mexicano, principalmente en casos de infecciones respiratorias como tos, asma, bronquitis y gripe. Para su tratamiento son empleadas las flores o brácteas, así como su preparación la cual se administra en forma oral.
Se afirma que la bougainvillea también sirve como un buen tratamiento para la piel ya que sus propiedades antisépticas ayudan a prevenir el acné y las descamaciones.

## Taxonomía
Bougainvillea: nombre genérico otorgado por Philibert Commerson (1727-1773) en honor de Louis Antoine de Bougainville (1729-1811), el marino y explorador francés que introdujo la planta en Europa desde Brasil, y de quien era el botánico que le acompañó en su expedición alrededor del mundo de 1766 a 1769. Su publicación fue obra de Antoine Laurent de Jussieu en su Genera Plantarum (Jussieu), 91, en 1789. La especie tipo es: Bougainvillea spectabilis Willd.

## Nombre común
- Trinitaria (Colombia, Cuba, Nicaragua, Panamá, Puerto Rico, República Dominicana y Venezuela)
- Buganvilla (España y Perú)
- Bugambilia (Guatemala, Ecuador, Chile, Cuba y México)[2][3]
- Curazao (región paisa de Colombia)
- Papelillo (zona norte del Perú)
- Napoleón (Honduras Panamá)
- Veranera (El Salvador, Ecuador, Costa Rica, Nicaragua, Panamá y Colombia)
- Brisa y Santa Rita (Argentina, Bolivia, Paraguay y Uruguay)
- Siempreviva (Colombia)

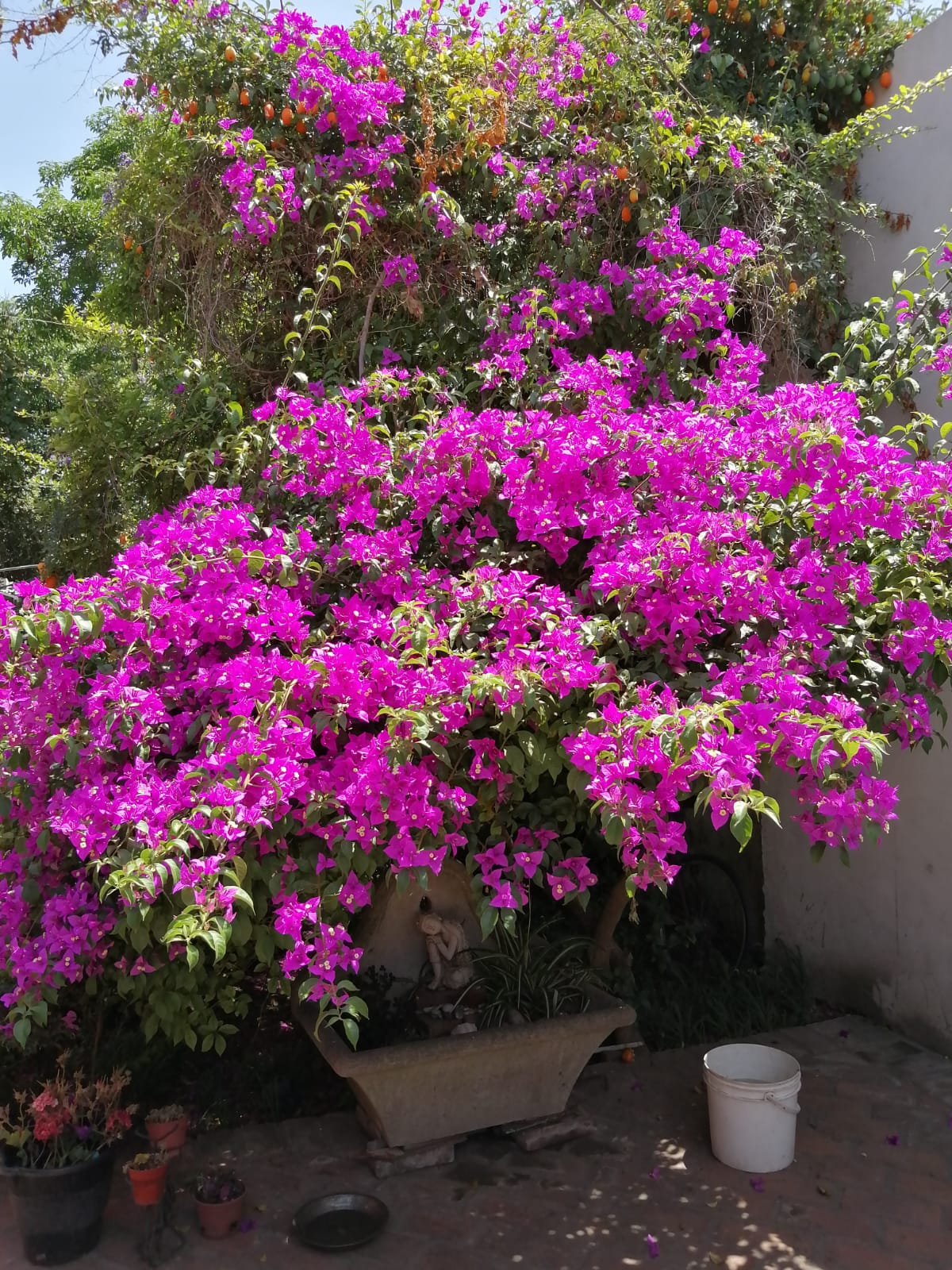
Ejemplar de Bougainvillea en la ciudad de Turdera.

- Salia (Amxóchitl, Zacatecas, México)
- Primavera (Brasil)